# 南緯8度線
南緯8度線（なんい8どせん）は、地球の赤道面より南に地理緯度にして8度の角度を成す緯線。大西洋、アフリカ、インド洋、東南アジア、オーストララシア、太平洋、南アメリカを通過する。
この緯度の下では、夏至点時の可照時間は12時間36分であり、冬至点時の可照時間は11時間39分である。
南緯8度線は、コンゴ民主共和国とアンゴラの国境を形成する緯線（2カ所ある）となっている。

## 通過する地域一覧
南緯8度線は、本初子午線から東に向かって以下の場所を通っている。
| 地理座標                                             | 国土・領土・領海                  | 備考 |
| ---------------------------------------------------- | --------------------------------- | --- |
| 南緯8度0分 東経0度0分 / 南緯8.000度 東経0.000度      | 大西洋                            | |
| 南緯8度0分 東経13度11分 / 南緯8.000度 東経13.183度   | アンゴラ                          | |
| 南緯8度0分 東経17度29分 / 南緯8.000度 東経17.483度   | コンゴ民主共和国                  | |
| 南緯8度0分 東経18度10分 / 南緯8.000度 東経18.167度   | アンゴラ                          | |
| 南緯8度0分 東経18度18分 / 南緯8.000度 東経18.300度   | コンゴ民主共和国                  | |
| 南緯8度0分 東経18度23分 / 南緯8.000度 東経18.383度   | コンゴ民主共和国と アンゴラの国境 | |
| 南緯8度0分 東経18度31分 / 南緯8.000度 東経18.517度   | アンゴラ                          | |
| 南緯8度0分 東経18度48分 / 南緯8.000度 東経18.800度   | コンゴ民主共和国と アンゴラの国境 | |
| 南緯8度0分 東経19度22分 / 南緯8.000度 東経19.367度   | アンゴラ                          | |
| 南緯8度0分 東経21度46分 / 南緯8.000度 東経21.767度   | コンゴ民主共和国                  | |
| 南緯8度0分 東経30度27分 / 南緯8.000度 東経30.450度   | タンガニーカ湖                    | |
| 南緯8度0分 東経30度53分 / 南緯8.000度 東経30.883度   | タンザニア                        | |
| 南緯8度0分 東経39度27分 / 南緯8.000度 東経39.450度   | インド洋                          | マフィア島（ タンザニア）のちょうど南を通過。 |
| 南緯8度0分 東経39度45分 / 南緯8.000度 東経39.750度   | タンザニア                        | チョール島 |
| 南緯8度0分 東経39度48分 / 南緯8.000度 東経39.800度   | インド洋                          | |
| 南緯8度0分 東経110度15分 / 南緯8.000度 東経110.250度 | インドネシア                      | ジャワ島 |
| 南緯8度0分 東経114度25分 / 南緯8.000度 東経114.417度 | バリ海                            | バリ島（ インドネシア）のちょうど北を通過。 |
| 南緯8度0分 東経117度9分 / 南緯8.000度 東経117.150度  | フローレス海                      | スンバワ島（ インドネシア）のちょうど北を通過。 |
| 南緯8度0分 東経122度47分 / 南緯8.000度 東経122.783度 | バンダ海                          | フローレス島（ インドネシア）のちょうど北を通過。 アロール島（ インドネシア）のちょうど北を通過。 |
| 南緯8度0分 東経125度43分 / 南緯8.000度 東経125.717度 | インドネシア                      | リラン島及びウェタル島 |
| 南緯8度0分 東経125度48分 / 南緯8.000度 東経125.800度 | ウェタル海峡                      | キサル島（ インドネシア）のちょうど北を通過。 |
| 南緯8度0分 東経129度39分 / 南緯8.000度 東経129.650度 | インドネシア                      | Island of ババル諸島 |
| 南緯8度0分 東経129度48分 / 南緯8.000度 東経129.800度 | ティモール海                      | |
| 南緯8度0分 東経131度12分 / 南緯8.000度 東経131.200度 | インドネシア                      | ヤムデナ島 |
| 南緯8度0分 東経131度19分 / 南緯8.000度 東経131.317度 | アラフラ海                        | |
| 南緯8度0分 東経137度50分 / 南緯8.000度 東経137.833度 | インドネシア                      | ヨススダルソ島及びニューギニア島 |
| 南緯8度0分 東経141度1分 / 南緯8.000度 東経141.017度  | パプアニューギニア                | ニューギニア島 |
| 南緯8度0分 東経143度55分 / 南緯8.000度 東経143.917度 | パプア湾                          | |
| 南緯8度0分 東経145度48分 / 南緯8.000度 東経145.800度 | パプアニューギニア                | ニューギニア島 |
| 南緯8度0分 東経147度57分 / 南緯8.000度 東経147.950度 | ソロモン海                        | |
| 南緯8度0分 東経156度31分 / 南緯8.000度 東経156.517度 | ソロモン諸島                      | ラノンガ島 |
| 南緯8度0分 東経156度35分 / 南緯8.000度 東経156.583度 | ソロモン海                        | |
| 南緯8度0分 東経156度56分 / 南緯8.000度 東経156.933度 | ソロモン諸島                      | コロンバンガラ島 |
| 南緯8度0分 東経157度11分 / 南緯8.000度 東経157.183度 | クラ湾                            | |
| 南緯8度0分 東経157度23分 / 南緯8.000度 東経157.383度 | ソロモン諸島                      | ニュージョージア島 |
| 南緯8度0分 東経157度33分 / 南緯8.000度 東経157.550度 | ニュージョージア海峡              | |
| 南緯8度0分 東経158度53分 / 南緯8.000度 東経158.883度 | ソロモン諸島                      | サンタイサベル島 |
| 南緯8度0分 東経159度24分 / 南緯8.000度 東経159.400度 | 太平洋                            | ダイ島（ ソロモン諸島）のちょうど南を通過。 |
| 南緯8度0分 東経178度20分 / 南緯8.000度 東経178.333度 | ツバル                            | ヌクフェタウ環礁 |
| 南緯8度0分 東経178度24分 / 南緯8.000度 東経178.400度 | 太平洋                            | クック諸島 では、北部海上国境を形成する緯線になっている。（西経167度～西経156度） |
| 南緯8度0分 西経140度43分 / 南緯8.000度 西経140.717度 | フランス領ポリネシア              | エイアオ島 |
| 南緯8度0分 西経140度40分 / 南緯8.000度 西経140.667度 | 太平洋                            | |
| 南緯8度0分 西経79度13分 / 南緯8.000度 西経79.217度   | ペルー                            | |
| 南緯8度0分 西経73度40分 / 南緯8.000度 西経73.667度   | ブラジル                          | アクレ州 アマゾナス州 ロンドニア州 アマゾナス州 マットグロッソ州 パラー州 トカンティンス州 マラニョン州 - 約11km トカンティンス州 マラニョン州 ピアウイ州 ペルナンブーコ州 パライバ州 ペルナンブーコ州 |
| 南緯8度0分 西経34度50分 / 南緯8.000度 西経34.833度   | 大西洋                            | アセンション島（ セントヘレナ）のちょうど南を通過。 |